# Une femme amoureuse
Singles de Mireille Mathieu
Mamy Oh Mamy (Pleure tout doux)
(1980) Une vie d'amour
(1981)
Pistes de Un peu... beaucoup... passionnément...
Viens chanter pour le bon Dieu
Une femme amoureuse est une chanson interprétée par Mireille Mathieu et adaptée de Woman in Love de Barbra Streisand par le parolier Eddy Marnay. Sortie en 1980, elle est la 25e meilleure vente de 45 tours de l'année. 